# Playwutchyalike: The Best of Digital Underground
Playwutchyalike: The Best of Digital Underground è una compilation del gruppo hip hop Digital Underground, pubblicata nel 2003.

## Tracce
1. Same Song (Edit)
2. The Way We Swing
3. Underwater Rimes (Remix)
4. The Humpty Dance
5. Freaks of the Industry
6. Doowutchyalike
7. Sex Packets
8. Packet Man
9. Nuttin' Nis Funky
10. Heartbeat Props
11. No Nose Job
12. Kiss You Back
13. Wussup wit the Luv (Single version)
14. We Got More